# Taumaturgia

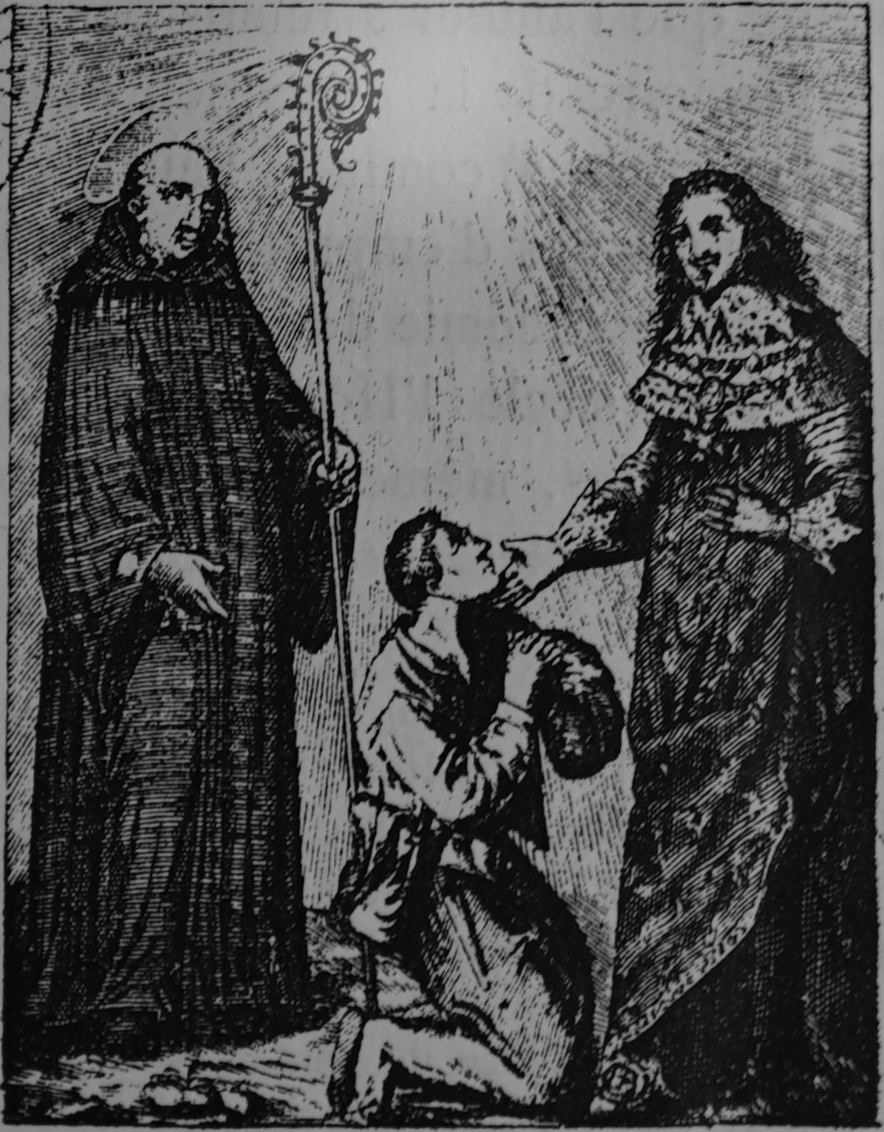
San Marculfo conferisce al Re dei franchi il potere taumaturgico di guarire gli ammalati.

La taumaturgia (parola formata a partire dal greco θαῦμα thaûma, tema thaumat-, "prodigio" e ἔργον érgon "opera") è un ramo della religione che si occupa dei prodigi e dei miracoli.
Alcuni preferiscono distinguere la taumaturgia dalla teurgia che si occupa dei miracoli in senso stretto, cioè prodigi a carattere religioso e non magico. Questa differenza rimane molto sottile, se non fine a se stessa: infatti non si può dimenticare l'importanza che ha, per la religiosità popolare come per la Chiesa cristiana, la facoltà del santo di essere anche taumaturgo.
Inoltre rispondono a questo appellativo i re detti "taumaturghi", cioè capaci di compiere miracoli, come i re francesi (dai Capetingi alla Rivoluzione Francese) e i re inglesi (dalla Conquista normanna dell'Inghilterra alla guerra delle due rose).

## Sviluppo storico

### Radici antiche
Le origini della taumaturgia possono essere fatte risalire alle antiche civiltà in cui le pratiche magiche erano parte integrante sia dei rituali religiosi che della vita quotidiana. Nell'antico Egitto, i sacerdoti erano spesso considerati taumaturghi, che esercitavano la loro conoscenza dei rituali e degli incantesimi per influenzare le forze naturali e soprannaturali. Queste pratiche erano volte a proteggere il faraone, garantire un raccolto di successo o persino controllare il meteo. Allo stesso modo, nell'antica Grecia, si credeva che alcune figure possedessero la capacità di compiere imprese miracolose, spesso attribuite alla loro profonda comprensione dei misteri degli dei e della natura. Questa fusione di pratiche religiose e magiche gettò le basi per quella che sarebbe stata poi riconosciuta come taumaturgia nell'esoterismo occidentale.

### Europa medievale e rinascimentale
Durante il periodo medievale, la taumaturgia si è evoluta nel contesto del misticismo cristiano e del primo pensiero scientifico. La comprensione medievale della taumaturgia era strettamente legata all'idea di miracoli, con santi e uomini sacri spesso accreditati di poteri taumaturgici. L'editore francescano irlandese del diciassettesimo secolo John Colgan chiamò i tre primi santi irlandesi, Patrick, Brigid e Columba, taumaturghi nel suo Acta Triadis Thaumaturgae (Lovanio, 1647). Questo periodo vide anche lo sviluppo dei grimori, manuali per pratiche magiche, in cui venivano documentati rituali e incantesimi, spesso mescolando tradizioni cristiane e pagane.
Nel Rinascimento, il concetto di taumaturgia si espanse man mano che studiosi come John Dee esplorarono le intersezioni tra magia, scienza e religione. The Mathematicall Praeface to Elements of Geometrie of Euclid of Megara (1570) è uno dei primi testi inglesi a discutere di taumaturgia, descrivendola come l'arte di creare "opere strane" attraverso una combinazione di principi naturali e matematici. L'opera di Dee riflette la ricerca rinascimentale della conoscenza che offuscava i confini tra il magico e il meccanico, poiché i taumaturghi erano spesso visti come i primi scienziati che sfruttavano i poteri nascosti della natura.
Al tempo di Dee, "the Mathematicks" non si riferiva semplicemente ai calcoli astratti associati al termine oggi, ma a dispositivi meccanici fisici che impiegavano principi matematici nella loro progettazione. Questi dispositivi, azionati tramite aria compressa, molle, corde, pulegge o leve, erano visti da persone ingenue (che non ne comprendevano i principi di funzionamento) come dispositivi magici che potevano essere realizzati solo con l'aiuto di demoni e diavoli.

Costruendo tali dispositivi meccanici, Dee si guadagnò la reputazione di prestigiatore "temuto" dai bambini del quartiere. Si lamentò di questa valutazione nel suo Mathematicall Praeface:
E per queste, e simili meravigliose Atti e Fatti, Naturalmente, e Meccanicamente, forgiati e ideati: dovrebbe un onesto Studente e Modesto Filosofo Cristiano, essere considerato, e chiamato un Prestigiatore? La follia degli Idioti, e la Malizia degli Sprezzanti, prevarranno così tanto... Quell'uomo, sarà (segretamente) condannato, come un Compagno dei segugi infernali, e un Chiamante, e Prestigiatore di Spiriti malvagi e dannati?

### Incorporazione nell'esoterismo moderno
La transizione verso l'esoterismo moderno vide la taumaturgia assumere un ruolo più strutturato all'interno di vari sistemi magici, in particolare quelli sviluppati nel XVIII e XIX secolo. Nell'ermetismo e nella tradizione occulta occidentale, la taumaturgia era spesso praticata insieme all'alchimia e alla teurgia, con un focus sulla manipolazione del mondo materiale attraverso azioni rituali e simboliche. L'Ordine Ermetico dell'Alba Dorata, un importante ordine magico fondato alla fine del XIX secolo, incorporò la taumaturgia nel suo curriculum, sottolineando l'importanza sia della teoria che della pratica nella padronanza delle arti magiche.
Il ruolo della taumaturgia nell'esoterismo moderno si interseca anche con l'ascesa della magia cerimoniale, dove viene spesso impiegata per raggiungere risultati specifici e pratici, che vanno dalla guarigione all'invocazione degli spiriti. I maghi contemporanei continuano a esplorare e adattare le pratiche taumaturgiche, spesso attingendo da una vasta gamma di fonti storiche e culturali per creare sistemi di magia eclettici e personalizzati.

## Principi e pratiche fondamentali

### Principi di Simpatia e Contagio
La taumaturgia è spesso governata da due principi magici chiave: il Principio di Simpatia e il Principio di Contagio. Questi principi sono fondamentali per comprendere come i taumaturghi influenzano il mondo fisico attraverso mezzi magici. Il Principio di Simpatia opera sull'idea che "il simile influenza il simile", il che significa che oggetti o simboli che si assomigliano possono influenzarsi a vicenda. Ad esempio, una rappresentazione in miniatura di un risultato desiderato, come un modello di un ponte, potrebbe essere utilizzata in un rituale per garantire la costruzione di un ponte reale. Il Principio di Contagio, d'altra parte, si basa sulla convinzione che gli oggetti che una volta erano in contatto continuano a influenzarsi a vicenda anche dopo essere stati separati. Questo principio è spesso impiegato nell'uso di oggetti personali, come capelli o vestiti, nei rituali per influenzare la persona a cui quegli oggetti appartengono.
Questi principi non sono esclusivi della taumaturgia, ma sono parte integrante di molte forme di magia in tutte le culture. Tuttavia, nel contesto della taumaturgia, sono particolarmente importanti perché forniscono un quadro teorico per comprendere come le azioni magiche possano produrre risultati tangibili nel mondo materiale. Questa attenzione ai risultati pratici distingue la taumaturgia da altre forme di magia che possono essere più interessate a significati spirituali o simbolici.

### Strumenti e rituali
Le pratiche taumaturgiche spesso implicano l'uso di strumenti e rituali specifici progettati per incanalare e dirigere l'energia magica. Gli strumenti comuni includono bacchette, bastoni, talismani e coltelli rituali, ognuno dei quali ha uno scopo particolare nella pratica della magia. Ad esempio, una bacchetta potrebbe essere utilizzata per dirigere l'energia durante un rituale, mentre un talismano potrebbe servire come punto focale per l'intento del taumaturgo. La creazione e la consacrazione di questi strumenti sono essi stessi processi ritualizzati, che spesso richiedono materiali specifici e tempi astrologici (con l'utilizzo di ore planetarie, un antico sistema in cui a uno dei sette pianeti classici viene dato il dominio di ogni giorno e di varie parti del giorno) per garantirne l'efficacia.
I rituali in taumaturgia sono tipicamente elaborati e possono comprendere la recitazione di incantesimi, il disegno di cerchi protettivi e l'invocazione di spiriti o divinità. Questi rituali sono progettati per creare un ambiente controllato in cui il taumaturgo può manipolare le forze naturali secondo la propria volontà. La complessità di questi rituali varia a seconda del risultato desiderato, con obiettivi più significativi o ambiziosi che richiedono procedure più intricate e dispendiose in termini di tempo.

### Manipolazione energetica
Al centro della taumaturgia c'è la metafora della manipolazione energetica. I taumaturghi credono che il mondo sia pieno di varie forme di energia che possono essere sfruttate e dirette attraverso pratiche magiche. Questa energia è spesso concettualizzata come una forza naturale che permea l'universo e, attraverso l'uso di tecniche specifiche, i taumaturghi credono di poter influenzare questa energia per apportare i cambiamenti desiderati nel mondo fisico.
La manipolazione energetica nella taumaturgia implica sia l'estrazione di energia dall'ambiente circostante sia il suo indirizzamento verso un obiettivo specifico. Questo processo richiede spesso una profonda comprensione del mondo naturale, così come la capacità di focalizzare e controllare le proprie energie mentali e spirituali. In molte tradizioni, questa energia è anche collegata alla forza vitale del praticante, il che significa che l'atto di eseguire la taumaturgia può essere fisicamente e spiritualmente impegnativo. Di conseguenza, i praticanti spesso si sottopongono a una formazione e una preparazione rigorose per sviluppare la loro capacità di manipolare l'energia in modo efficace e sicuro.

## Nelle tradizioni esoteriche

### Cabala ermetica
Nella Cabala ermetica, la taumaturgia occupa un ruolo significativo in quanto implica l'applicazione pratica di principi mistici per influenzare il mondo fisico. Questa tradizione è profondamente radicata nel concetto di corrispondenze, in cui diversi elementi del cosmo sono visti come interconnessi. Nella tradizione ermetica, un taumaturgo cerca di manipolare queste corrispondenze per apportare i cambiamenti desiderati. Le sĕfirōt sull'Albero della vita servono come mappa per queste interazioni, con rituali e simboli specifici corrispondenti a diverse sĕfirōt e ai loro poteri associati. Ad esempio, un rituale incentrato su Yesod (la sĕfirōt della Luna) potrebbe coinvolgere elementi come l'argento, il colore bianco e l'invocazione di divinità lunari per influenzare questioni di intuizione, sogni o la mente subconscia.
La manipolazione di queste corrispondenze attraverso il rituale non è solo simbolica, ma si ritiene che produca effetti reali nel mondo materiale. I praticanti usano rituali complessi che potrebbero includere l'uso della geometria sacra, invocazioni e la creazione di talismani. Si ritiene che queste pratiche allineino il praticante con le forze che desidera controllare, creando una connessione simpatica che gli consente di dirigere queste forze in modo efficace. La Magia di Aleister Crowley (Libro 4) fornisce un'ampia discussione sull'uso di strumenti rituali come la bacchetta, la coppa e la spada, ognuno dei quali corrisponde a diversi elementi e poteri all'interno del sistema cabalistico, sottolineando l'aspetto pratico di questi strumenti nelle pratiche taumaturgiche.

### Alchimia e taumaturgia
Alchimia e taumaturgia sono spesso intrecciate, in particolare nel contesto della trasformazione spirituale e della ricerca dell'illuminazione. L'alchimia, con la sua attenzione alla trasmutazione dei metalli di base in oro e alla ricerca della pietra filosofale, può essere vista come una forma di taumaturgia in cui il praticante cerca di trasformare non solo le sostanze fisiche ma anche il sé. Questo processo, noto come la Grande Opera, implica la purificazione e la raffinatezza sia della materia che dello spirito. La taumaturgia entra in gioco come aspetto pratico dell'alchimia, in cui rituali, simboli e sostanze vengono utilizzati per facilitare queste trasformazioni.
Il processo alchemico è pesantemente carico di significati simbolici, con ogni fase che rappresenta una fase diversa di trasformazione. Le fasi di nigredo (annerimento), albedo (sbiancamento), citrinitas (ingiallimento) e rubedo (arrossamento) corrispondono non solo a cambiamenti fisici nel materiale su cui si sta lavorando, ma anche a fasi di purificazione spirituale e illuminazione. La taumaturgia, in questo contesto, è l'applicazione di questi principi per ottenere risultati tangibili, sia sotto forma di creazione di elisir alchemici, talismani o raggiungimento di obiettivi spirituali. Crowley elabora anche questi principi alchemici in Magick (Libro 4), in particolare nelle sue discussioni sugli usi simbolici e pratici dei simboli e dei processi alchemici all'interno dei rituali magici.

### Altri sistemi esoterici
La taumaturgia svolge un ruolo anche in vari altri sistemi esoterici, dove è spesso vista come un mezzo per colmare il divario tra il mondano e il divino. Nella teosofia, ad esempio, la taumaturgia è vista come parte della conoscenza esoterica che consente ai praticanti di manipolare le forze spirituali e materiali. Gli insegnamenti teosofici enfatizzano l'unità di tutta la vita e l'interconnessione del cosmo, con la taumaturgia come strumento pratico per impegnarsi con queste verità. I rituali e le pratiche meditative sono usati per allineare la volontà del praticante con le forze spirituali superiori, consentendo loro di effettuare cambiamenti nel mondo fisico.
Nel Rosacroce, la taumaturgia è considerata allo stesso modo un metodo di pratica spirituale che porta alla padronanza delle leggi naturali e spirituali. I rosacrociani credono che attraverso lo studio della natura e l'applicazione dei principi esoterici, si possa raggiungere una profonda comprensione del cosmo e sviluppare la capacità di influenzarlo. Ciò include l'uso di rituali, simboli e testi sacri per portare crescita spirituale e successo materiale.
Nell'introduzione della sua traduzione del capitolo "Poteri spirituali (神通Jinzū)" dello Shōbōgenzō di Dōgen, Carl Bielefeldt si riferisce ai poteri sviluppati dagli adepti del Buddismo esoterico come appartenenti alla "tradizione taumaturgica". Questi poteri, noti come siddhi o abhijñā, furono attribuiti al Buddha e ai discepoli successivi. Monaci leggendari come Bodhidharma, Upagupta, Padmasambhava e altri furono raffigurati in leggende popolari e resoconti agiografici come dotati di vari poteri soprannaturali.

## Idee sbagliate e interpretazioni moderne

### Distinzione dalla teurgia
Un malinteso comune sulla taumaturgia è la sua fusione con la teurgia. Mentre entrambe implicano la pratica della magia, servono a scopi distinti e operano su principi diversi. La teurgia si occupa principalmente di invocare esseri divini o spirituali per raggiungere l'unione con il divino, spesso per scopi di ascesa spirituale o illuminazione. La taumaturgia, d'altro canto, si concentra sulla manipolazione delle forze naturali per produrre effetti tangibili nel mondo fisico. Questa distinzione è cruciale per comprendere i diversi obiettivi di queste pratiche: la teurgia è intrinsecamente religiosa e mistica, mentre la taumaturgia è più pragmatica e orientata ai risultati.
Aleister Crowley, nel suo Magick (Libro 4), sottolinea l'importanza di comprendere queste differenze, notando che mentre le pratiche teurgiche cercano di allineare il praticante con la volontà divina, la taumaturgia consente al praticante di esercitare la propria volontà sul mondo materiale attraverso l'applicazione di conoscenze esoteriche e rituali.